# 5409 Saale
Az 5409 Saale (ideiglenes jelöléssel 1962 SR) a Naprendszer kisbolygóövében található aszteroida. Freimut Börngen fedezte fel 1962. szeptember 30-án.